# Tomáš Mičola
Tomáš Mičola (* 26. September 1988 in Opava, Tschechoslowakei, heute Tschechien) ist ein tschechischer Fußballspieler.

## Vereinskarriere
Tomáš Mičola begann mit dem Fußballspielen beim SFC Opava. Mit 15 Jahren wechselte der Stürmer zum FC Baník Ostrava. Dort schaffte er zur Saison 2006/07 den Sprung in die erste Mannschaft.
Schon am ersten Spieltag debütierte Mičola, der auch im offensiven Mittelfeld eingesetzt wird, in der Gambrinus-Liga. Im Verlauf der Saison kam er auf 22 Einsätze. Sein erstes Ligator schoss Mičola am 29. Oktober 2006 beim 1:1 gegen den FK Jablonec, eine Woche später gegen den FK Mladá Boleslav ließ er einen zweiten Treffer folgen. In der Folge wurde er immer häufiger eingesetzt, so kam er in der Spielzeit 2007/08 auf 23 Einsätze, 2008/09 auf 25 Einsätze und in der Saison 2009/10 stand er in 27 von 30 möglichen Spielen auf dem Platz, und das jedes Mal von Beginn an. Nach zwei Treffern in seiner Premierensaison erzielte Mičola in der Spielzeit 2007/08 drei Tore, in der Folgesaison fünf und im Spieljahr 2009/10 sieben.
In der Sommerpause 2010 wechselte Mičola zusammen mit seinem Mannschaftskollegen Mario Lička zum französischen Erstligaaufsteiger Stade Brest.
In der Sommerpause 2012 wechselte er zu Slavia Prag.

## Nationalmannschaft
Tomáš Mičola spielte bisher für die tschechischen Auswahlmannschaften U16, U17, U18 und U20. Mit der U20-Nationalmannschaft nahm er an der Junioren-Fußballweltmeisterschaft 2007 in Kanada teil und wurde mit der tschechischen Auswahl Vize-Weltmeister. Von 2007 bis 2009 wurde Mičola zweimal in der tschechischen U-21-Nationalmannschaft eingesetzt.